# The Suicide Machines
The Suicide Machines is een Amerikaanse punkband afkomstig uit Detroit (Michigan), die aldaar werd opgericht in maart 1991 en daarna actief was tot en met mei 2006. De band is sinds 2009 weer actief en speelt een combinatie van punk- en ska-muziek. Het enige constante lid van de band is zanger Jason Navarro.
The Suicide Machines heeft zeven studioalbums, twee verzamelalbums en enkele ep's en singles uitgebracht, waarvan de meesten bij de labels Hollywood Records en SideOneDummy Records. Het laatste album van de band, Revolution Spring (2020), werd uitgegeven door Fat Wreck Chords.

## Geschiedenis

### Beginjaren (1991-1995)
The Suicide Machines werd in 1991 opgericht in Detroit (Michigan) onder de oorspronkelijke naam Jack Kevorkian and the Suicide Machines, een verwijzing naar Jack Kevorkian. De oorspronkelijke bezetting van de band bestond uit zanger Jason Navarro, gitarist Dan Lukacinsky, basgitarist Jason Brake en drummer Stefan Rairigh. Deze line-up duurde een jaar totdat Rairigh werd vervangen door Bill Jennings. Jennings werd op zijn beurt weer snel vervangen door Derek Grant. Ze namen in deze tijd de eerste demo's van de band op, The Essential Kevorkian (1993) en Green World (1994), welke beide werden uitgebracht via het eigen platenlabel Sluggo's Old Skool Records. De single "Vans Song" werd uitgegeven via Youth Rendition Records. Brake verliet de groep in 1994 en werd tijdelijk vervangen door Dave Smith totdat Royce Nunley de nieuwe vaste basgitarist werd. De line-up van Navarro, Lukacinsky, Nunley en Grant zou de komende vier jaar blijven bestaan. Onder deze line-up veranderde de naam van de band naar The Suicide Machines en werd het splitalbum Skank for Brains met The Rudiments opgenomen.

### Hollywood Records (1996-2001)
In 1995 tekende The Suicide Machines bij het platenlabel Hollywood Records, een dochteronderneming van The Walt Disney Company. In 1996 werd hier het debuutalbum van de band uitgegeven, getiteld Destruction by Definition. De stijl van het album is een combinatie van punk en ska en verkreeg de band gematigd succes binnen de punkbeweging. Het tweede studioalbum, getiteld Battle Hymns, volgde in 1998 en ging qua stijl meer richting de hardcore punk.
Na de uitgave van Battle Hymns verliet Grant de band. Hij werd vervangen door Erin Pitman voor enkele tournees voordat de nieuwe vaste drummer Ryan Vandeberghe erbij kwam. In 2000 werd met deze bezetting The Suicide Machines uitgegeven, een meer op poppunk georiënteerd album die afstand nam van de ska-invloeden van hun eerdere studioalbums. Die zomer trad The Suicide Machines op tijdens de Warped Tour. In 2001 werd het vierde studioalbum uitgegeven, getiteld Steal This Record. De stijl van dit album neigt net als voorgaand album meer richting de poppunk, maar grijpt ook terug op elementen van ska en hardcore.

### SideOneDummy Records (2002-2005)

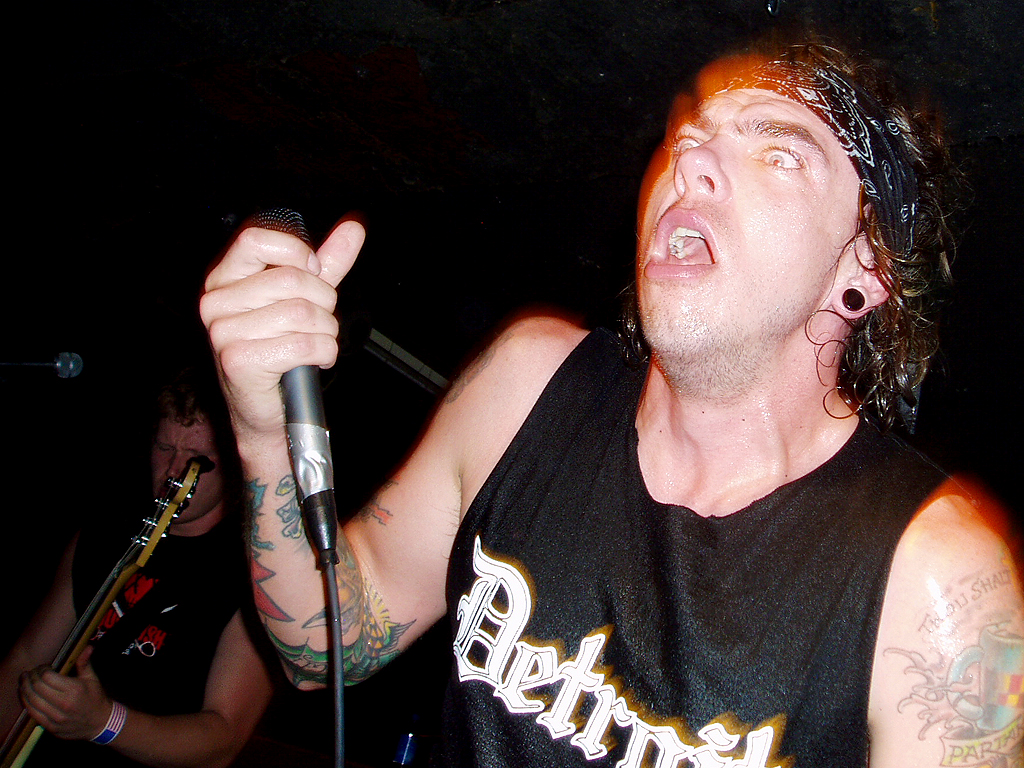
Zanger Jason Navarro live met The Suicide Machines in 2005

Na een tournee ter promotie van Steal This Record verliet basgitarist Nunley The Suicide Machines om zijn eigen band, Blueprint 76, te beginnen en werd hij vervangen door Rich Tschirhart. The Suicide Machines beëindigde ook zijn contract met Hollywood Records en vervulde diens contractuele verplichtingen door het verzamelalbum The Least Worst of the Suicide Machines uit te brengen. Daarna verhuisde de band naar het onafhankelijke platenlabel SideOneDummy Records. Het daaropvolgende studioalbum, getiteld A Match and Some Gasoline, werd door dit label uitgebracht in 2003. Met dit album keerde de band terug naar de ska- en hardcore-invloeden van de eerdere jaren. De uitgave van dit album werd gevolgd door een internationale tournee. Dit jaar speelde de band ook weer op Warped Tour. In 2005 volgde het zesde studioalbum van de band, getiteld War Profiteering is Killing Us All.

### Reünies en terugkeer (2006-heden)
Nadat persoonlijke spanningen binnen de band hoog opgelopen waren, ging de band in mei 2006 uit elkaar. De activiteit rondom The Suicide Machines lag tot en met eind 2009 stil. De jaren daarop gaf The Suicide Machines enkele reünieoptredens, waarna de band weer reguliere optredens begon te geven. In 2018 werd aangekondigd dat er snel nieuw materiaal uitgebracht zou worden. Op 27 maart 2020 werd het zevende studioalbum Revolution Spring uitgegeven via Fat Wreck Chords, het eerste nieuwe materiaal van de band in vijftien jaar tijd. Twee jaar later volgde het splitalbum Gebo Gomi met de Japanse band Coquettish via Bad Time Records.

## Leden
Huidige leden
- Jason "Jay" Navarro - zang (1991-2006, 2009-heden)
- Ryan Vandeberghe - drums (1998-2006, 2009-heden)
- Rich Tschirhart - basgitaar, achtergrondzang (2002-2006, 2009-heden)
- Justin Malek - gitaar (2009-heden)

Voormalige leden
| - Stefan Rairigh - drums (1991-1992) - Jason "Jay" Brake - basgitaar (1991-1994) - Dan Lukacinsky - gitaar, achtergrondzang (1991-2006) - Bill Jennings - drums (1992) - Derek Grant - drums, achtergrondzang, keyboard (1992-1998, 2015) | - Dave Smith - basgitaar (1994) - Royce Nunley - basgitaar, achtergrondzang (1994-2002) - Erin Pitman - drums (1998) - Danny Lore - basgitaar (2006) |

## Discografie
Studioalbums
- Destruction by Definition (1996)
- Battle Hymns (1998)
- The Suicide Machines (2000)
- Steal This Record (2001)
- A Match and Some Gasoline (2003)
- War Profiteering is Killing Us All (2005)
- Revolution Spring (2020)

Verzamelalbums
- The Least Worst of the Suicide Machines (2002)
- On the Eve of Destruction: 1991-1995 (2006)